# 灼眼のシャナ オリジナルサウンドトラック
『灼眼のシャナ オリジナルサウンドトラック』（SHAKUGAN NO SHANA ORIGINAL SOUNDTRACK）は、高橋弥七郎著作によるライトノベル『灼眼のシャナ』を原作としたアニメシリーズのサウンドトラック。
2005年10月から2006年3月に放送されたテレビアニメ『灼眼のシャナ』とその続編で2007年10月から2008年3月まで放送された『灼眼のシャナII（Second）』、また、2007年に公開された劇場版『灼眼のシャナ』のサウンドトラック3作それぞれがいずれもジェネオンエンタテインメントより発売・販売された。
なお、収録BGMの曲名は、『灼眼のシャナ』劇中に出てくるセリフや言葉あるいは用語が曲名となっており、一部（英語）を除くほとんどはフランス語のタイトルになっている。

## 灼眼のシャナ オリジナルサウンドトラック
概要
UHF系テレビアニメ『灼眼のシャナ』のサウンドトラック（GNCA-1059）。英語表記：『SHAKUGAN NO SHANA ORIGINAL SOUNDTRACK』。収録されている25曲のうち、主題歌を除く全23曲は大谷幸が制作を担当。また、前期主題歌の『緋色の空』と『夜明け生まれ来る少女』両曲のテレビサイズ・バージョンを収録。
収録内容
全作曲・全編曲：大谷幸（主題歌「緋色の空」「夜明け生まれ来る少女」を除く）。
01. Shana （3:10）
02. Confusion （2:07）
- タイトルは「混乱」の意。

03. La pensee ce qui est faible （2:07） 
- タイトルは「考えられない出来事」の意。

04. Amusement de personne idiote （2:03）
- タイトルは「紅世の徒たちの暗躍」の意。

05. Il se reunit au demon （2:16）
- タイトルは「悠二、紅世の徒に遭遇」の意。

06. Paysage D'e l'accummulation de jour （2:21）
- タイトルは「見慣れた日々の景色」の意。

07. Faisceau sautant （2:00）
- タイトルは「跳躍」の意。

08. Danse des fee （2:28）
- タイトルは「舞うような躍動」の意。

09. Matin calme （2:22）
- タイトルは「静かな朝」の意。

10. Debut D'un Jour （2:11）
- タイトルは「一日の始まり」の意。

11. Verite （2:05）
- タイトルは「真実の現世」の意。

12. Crochet D'oeil （0:09）
- タイトルは「アイキャッチ」の意。

13. Defomation （0:08）
- タイトルは「変化」の意。

14. Innocent （2:06）
- タイトルは「悠二の馬鹿」の意。

15. L'absolu decedent （2:12）
- タイトルは「封絶」の意。

16. Bataille （2:06）
- タイトルは「闘争」の意。

17. Comprehension （2:26）
- タイトルは「絆」の意。

18. Vanite （2:16）
- タイトルは「慢心」の意。

19. Destruction （1:39）
- タイトルは「自在法」の意。

20. Poursuite （1:40）
- タイトルは「フレイムヘイズ」の意。

21. Mysterieux （2:39）
- タイトルは「ミステス」の意。

22. Serieux （1:44）
- タイトルは「存亡を巡る争い」の意。

23. Reveil （2:02）
- タイトルは「勝利の夜明け」の意。

24. 緋色の空 〜テレビサイズ〜 （1:33）
- 川田まみ
- 作詞：川田まみ 作曲：中沢伴行 編曲：中沢伴行、尾崎武士

25. 夜明け生まれ来る少女 〜テレビサイズ〜 （1:50）
- 歌：高橋洋子
- 作詞：高橋洋子 作曲：高橋洋子、大森俊之 編曲：大森俊之

## 劇場版 灼眼のシャナ オリジナルサウンドトラック
概要
2007年4月21日から8月31日に（角川映画配給「電撃文庫ムービーフェスティバル」）で公開された『劇場版 灼眼のシャナ』のサウンドトラック（GNCA-1143）。英語表記：『GEKIJO BAN [SHAKUGAN NO SHANA] ORIGINAL SOUNDTRACK』。収録されている28曲のうち、主題歌を除く全26曲はテレビアニメ（第1期）と同じ大谷幸が制作を担当。劇場版用に新たに製作されたBGMや新規録音された音源の他、挿入歌『赤い涙』と主題歌『天壌を翔る者たち』両曲の劇場版サイズ・バージョンなどを収録。
収録内容
全作曲・全編曲：大谷幸（主題歌「赤い涙」「天壌を翔る者たち」を除く）。
01. Shana （3:12）
02. Bataille （2:09）
03. La peur approche （2:15）
04. Tiraillement （2:26）
05. Mysterieux （2:44）
06. Vague a l'ame （2:22）
07. Tristesse （2:24）
08. 赤い涙〔劇場版サイズ〕 （2:46）
- 歌：川田まみ
- 作詞：川田まみ 作曲・編曲：中沢伴行

09. Il se reunit au demon （2:20）
10. Serieux （1:46）
11. Fugue （2:19）
12. Peine （3:08）
13. Isolement （2:25）
14. Apparition d'un adversaire puissant （2:20）
15. Stratageme silencieux （1:08）
16. Amusement de personne idiote （2:07）
17. But invisible （2:16）
18. Force egale （2:35）
19. Invitation a la guerre （2:19）
20. Conviction （1:00）
21. Trone （2:30）
22. Une methode secrete （2:47）
23. Elan （2:26）
24. Le veritable motif du chasseur （2:10）
25. Fin de la guerre （2:01）
26. Alastor （2:13）
27. Ce qui fut sauve （1:45）
28. 天壌を翔る者たち〔劇場版サイズ〕 （4:41）
- 歌：Love Planet Five 〜I've special unit〜 
 （KOTOKO・川田まみ・島みやえい子・MELL・詩月カオリ）
- 作詞：KOTOKO 作曲・編曲：高瀬一矢

## 灼眼のシャナII オリジナルサウンドトラック
概要
毎日放送・TBS系列放送テレビアニメ『灼眼のシャナII（Second）』のサウンドトラック（GNCA-1153）。英語表記：『SHAKUGAN NO SHANA 2 ORIGINAL SOUNDTRACK』。収録されている32曲のうち、主題歌を除く全30曲は第1期、劇場版に引き続き大谷幸による制作で、第2期用に新たに制作したBGMを収録。また、前期主題歌であった『JOINT』と『triangle』両曲のテレビサイズ・バージョンを収録。
収録内容
全作曲・全編曲：大谷幸（主題歌「JOINT」「triangle」を除く）。
01. JOINT -テレビサイズ- （1:38）
- 歌：川田まみ
- 作詞：川田まみ 作曲：中沢伴行 編曲：中沢伴行、尾崎武士

02. Shana II （2:38）
03. Art du sabre （1:52）
04. Tragedie （1:50）
05. Pression （1:57）
06. Serenite （1:56）
07. Un jour ordinaire （1:49）
08. Ferveur （1:54）
09. Sincerement （2:07）
10. Quotidien calme （1:35）
11. Avenir lumineux （1:42）
12. Peripetie （2:06）
13. Confession （1:57）
14. Ceux qui ne rentreront plus （2:20）
15. Deja vu （1:57）
16. Forve etrange（2:16）
17. Different malgre la ressemblance （2:06）
18. Rafreichissenment （0:09）
19. Idole （1:42）
20. Fete D'ecole （1:37）
21. Poursuite （1:51）
22. Parade （1:36）
23. Impssible D'exprimer ses sentiments （1:59）
24. Dans un bar （2:30）
25. Serment etrnel （2:23）
26. Jours passes （1:54）
27. Lieu de la bataille decisive （2:02）
28. Mmanoeuvres secretes （2:56）
29. La visiteuse （1:45）
30. Inevitable destin （1:50）
31. A nouveau （1:48）
32. triangle -テレビサイズ- （1:32）
- 歌：川田まみ
- 作詞：川田まみ 作曲・編曲：高瀬一矢